# 納凡加
納凡加（法語：Nafanga），是馬里的城鎮，位於該國南部，由錫卡索區的庫蒂亞拉省負責管轄，面積274平方公里，海拔高度313米，2009年人口9,273，人口密度每平方公里34人。